# Chassieu

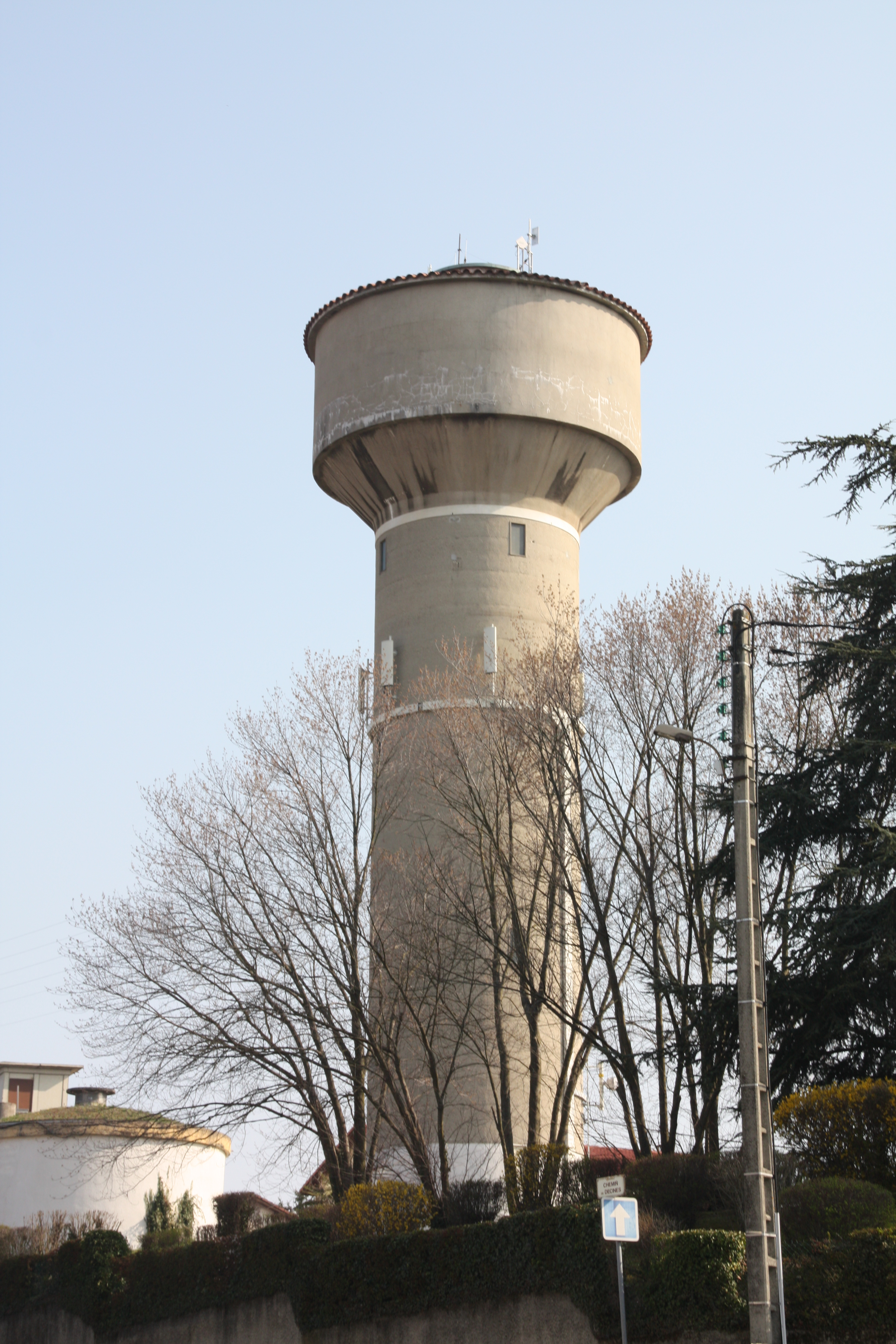
Vodárenská věž na hoře St. Paul

Panorama Chassieu

Chassieu (francouzská výslovnost: [ʃasjø]; franko-provensálsky: Chassiô) je obec v Métropole de Lyon v regionu Auvergne-Rhône-Alpes ve východní Francii.

## Počet obyvatel
Zdroj:
| Rok  | Počet obyvatel | ±%       |
| ---- | -------------- | -------- |
| 1968 | 2 867          | —        |
| 1975 | 3 599          | + 3,30 % |
| 1982 | 6 882          | + 9,70 % |
| 1990 | 8 508          | + 2,69 % |
| 1999 | 9 049          | + 0,69 % |
| 2007 | 9 371          | + 0,44 % |
| 2012 | 9 800          | + 0,90 % |
| 2017 | 10 359         | + 1,12 % |

## Partnerské město
Chassieu je od roku 1983 spárováno s anglickým městem Coleshill blízko Birminghamu.